# El Puig (Caseres)
El Puig és una muntanya de 406 metres que es troba al municipi de Caseres, a la comarca de la Terra Alta.